# Aberrantidrilus stephaniae
Aberrantidrilus stephaniae is een ringworm uit de familie van de Naididae. De wetenschappelijke naam van de soort werd voor het eerst geldig gepubliceerd in 2015 door Martin.